# ≒ (アルバム)
『≒』（ニアリーイコール）は、BLUE ENCOUNTの1枚目のオリジナルアルバム。2015年7月22日に発売された。

## 概要
販売形態はDVD付きの初回生産限定盤（KSCL-2602）通常盤（KSCL-2603）初回盤のDVD内容は、全国ワンマンツアー＜TOUR 2015 GRAB THE LIGHT＞ファイナルとなった6月12日の東京Zepp DiverCity公演の模様を収録されている。

## 収録内容

### CD (初回生産限定盤・通常盤)
1. KICKASS
2. LIVER
3. DAY×DAY
4. JUMP
5. TAKEN
6. EVE
7. MEMENTO
8. ロストジンクス
9. HEEEY！
10. SMILE
11. もっと光を

### 初回生産限定盤DVD
1. MEMENTO
2. AI
3. THANKS
4. NEVER ENDING STORY
5. DAY×DAY

## ツアー
- BLUE ENCOUNT全国ツアーTOUR2015-2016「≒U」